# Kamień Pomorski (plaats)
Kamień Pomorski (Duits: Cammin in Pommern, soms Kammin) is een stad in het Poolse woiwodschap West-Pommeren, gelegen aan de Zalew Kamieński, tegenover het eiland Wolin. Het is de hoofdplaats van de powiat Kamieński. De oppervlakte bedraagt 10,75 km², het inwonertal 9033 (2014).

## Verkeer en vervoer
- Station Kamień Pomorski

## Geschiedenis
Zie ook vorstendom Kammin
Voor de Conferentie van Potsdam in juli 1945 was de stad Cammin gelegen in Duitsland, in de provincie Pommeren binnen Pruisen. De Conferentie van Potsdam van de geallieerden wees de stad toe aan de Volksrepubliek Polen. Tussen 1945 en 1947 werd de Duitse bevolking verdreven door deportatie naar het westen, waarbij ook vele Duitse burgers om het leven kwamen. Er kwamen kolonisten uit Centraal-Polen, Poolse verdrevenen uit Galicië en ook door de Akcja Wisla verplaatste Oekraïners en Lemken uit de regio Sanok en elders uit het huidige uiterste zuidoostelijk gebied van Polen. Ook Polen uit Vilnius werden door de Poolse overheid in de stad gevestigd rond 1950.

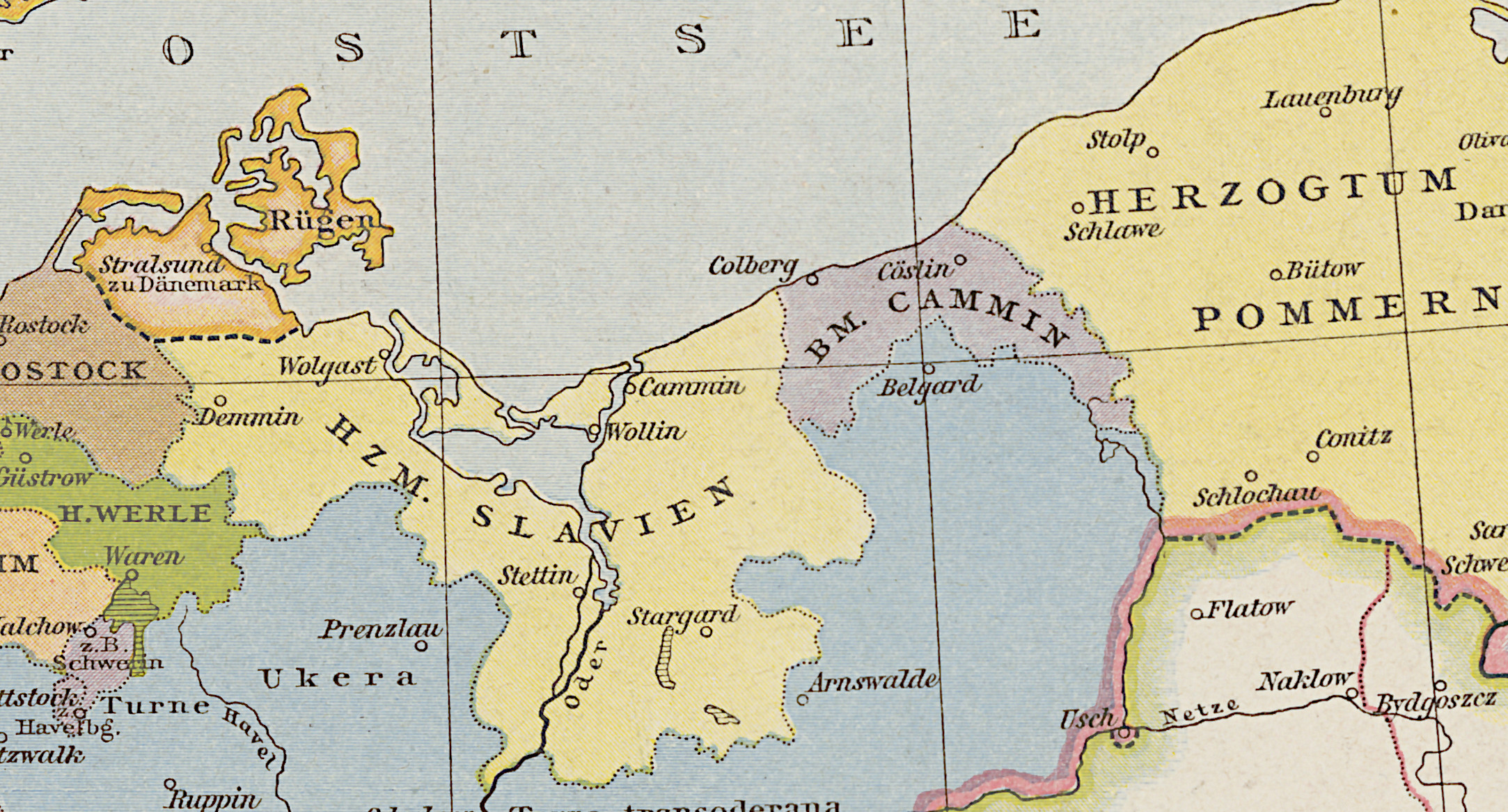
Territorium van het bisdom Kammin, het latere vorstendom, in 1250.

## Zustergemeenten
Kamień Pomorski onderhoudt jumelages met Torgelow (Duitsland, sinds 1996), Porvoo (Finland, 1988), Lünen (Duitsland, 2000) en Bromölla (Zweden).

## Geboren in Cammin
- Ewald Georg von Kleist, Duits natuurkundige
- Willy Blochert, Duits schrijver en vertaler